# Totentanz

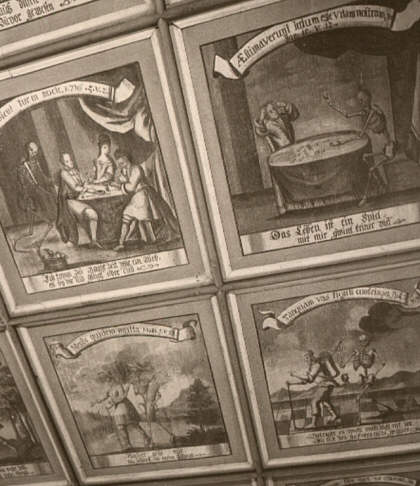
Ausschnitt aus den Totentanzdarstellungen in der Friedhofskapelle von Wondreb (Oberpfalz)

Der Totentanz oder Makabertanz (französisch Danse macabre) ist die im 14. Jahrhundert aufgekommene Darstellung des Einflusses und der Macht des Todes auf beziehungsweise über das Leben der Menschen. Dies erfolgt oft in allegorischen Gruppen, in denen die bildliche Darstellung von Tanz und Tod meist gleichzeitig zu finden sind.

## 14. und 15. Jahrhundert
Zwischen 1410 und 1425 entstand in der Abtei La Chaise-Dieu ein Wandgemälde mit ursprünglich 30 und heute noch 24 Tanzpaaren. Bereits 1424 wurde der Totentanz an der Mauer eines Pariser Friedhofs, des Cimetière des Innocents, vollendet, der nach dem Bilderbogen-Totentanz von Johan Le Fèvre, der 1374 am Schwarzen Tod erkrankt gewesen war, entstanden ist und heute vor allem durch die Holzschnittfolge des Pariser Druckers Guyot Marchant von 1485 bekannt ist. In Basel entstanden 1439/40 der Basler Totentanz, auch Predigertotentanz genannt, an der Friedhofsmauer des dortigen Dominikanerklosters und 1460 der Kleinbasler Totentanz in Basel-Klingental (Museum Kleines Klingental). Es folgte u. a. um 1460 der Lübecker Totentanz in der Marienkirche von Lübeck und des 1489 in Lübeck in Mittelniederdeutscher Sprache gedruckten Buches Des Dodes Dantz.
Dieses teilweise Bernt Notke zugeschriebene Wandgemälde in der so genannten Totentanzkapelle wurde im Zweiten Weltkrieg zerstört; zwei von Alfred Mahlau 1955/56 gestaltete Fenster in der Kapelle erinnern heute an dieses untergegangene Kunstwerk. Fragmente von Notkes weiterem Totentanz für Reval (Tallinn) befinden sich noch heute in der dortigen Nikolaikirche.
Ursprünglich bildete der Totentanz den Stoff zu dramatischer Dichtung und szenischer Aufführung und wurde in kurzen, meist vierzeiligen Wechselreden zwischen dem Tod und anfangs 24 nach absteigender Rangfolge geordneten Personen verarbeitet. Wahrscheinlich war darin den sieben makkabäischen Brüdern mit ihrer Mutter und Eleasar (2. Makk. 6,7 ) eine hervorragende Rolle zugeteilt, und die Aufführung fand an deren Gedächtnisfest zu Paris im „Kloster der unschuldigen Kindlein“ (aux Innocents) statt; daher der in Frankreich von alters her übliche lateinische Name Chorea Machabaeorum (französisch danse macabre). Andere Theorien gehen davon aus, das Wort ‚makaber‘ komme von hebräisch מְקַבֵּר m(e)qabber, deutsch ‚begrabend‘, von arabisch مقابر maqâbir ‚Gräber‘, oder einfach von einem Künstler namens Macabré.
In Paris war bereits 1424 die ganze Reihe jener dramatischen Situationen nebst den dazugehörigen Versen an die Kirchhofsmauer des genannten Klosters gemalt, und hieran schlossen sich bald weitere Malereien, Teppich- und Steinbilder in den Kirchen zu Amiens, Angers, Dijon, Rouen usw. sowie seit 1485 auch Holzschnitt- und Druckwerke, welche die Bilder und Inschriften wiedergaben.

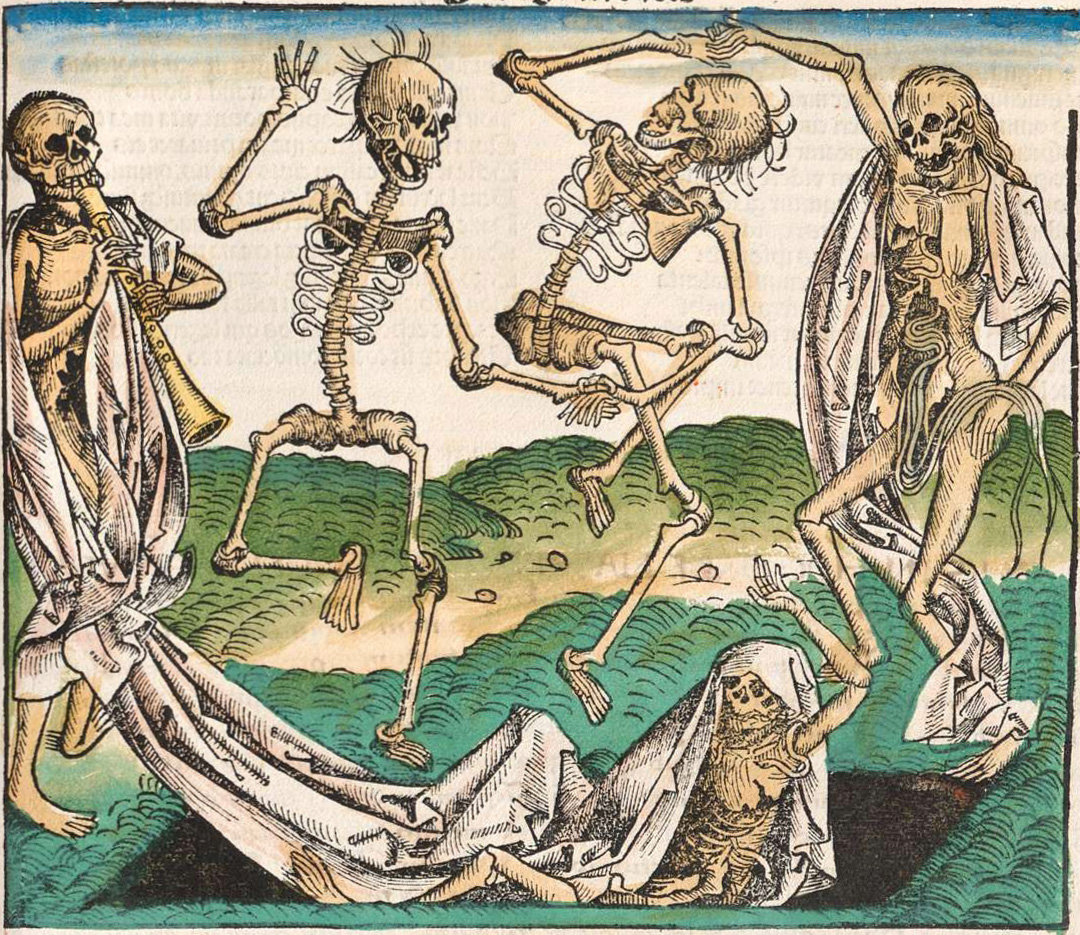
Tanz der Gerippe, Holzschnitt von Michael Wolgemut in Hartmann Schedels Weltchronik von 1493

Noch erhalten ist der textlose, aber die Dichtung illustrierende Totentanz in der Abteikirche von La Chaise-Dieu in der Auvergne, der nach neueren ikonographischen Forschungen insbesondere zur Kleidung erst in der zweiten Hälfte des 15. Jahrhunderts entstand.
Reime und Bilder des Totentanzes wurden durch den englischen Mönch John Lydgate kreativ kopiert und gelangten so von Frankreich aus auch nach England. Eine besondere Beschäftigung mit der Thematik fand in Deutschland statt, wo der Totentanz mit wechselnden Bildern und Versen in die Wand- und Buchmalerei überging. Eine Darstellung in einer Kapelle der Lübecker Marienkirche von Bernt Notke, deren niederdeutsche Reime teilweise erhalten sind, zeigte den Totentanz noch in seiner einfachsten Form: 24 Personen, Geistliche und Laien in absteigender Rangordnung, von Papst, Kaiser, Kaiserin, Kardinal und König bis hinab zu Klausner, Bauer, Jüngling, Jungfrau, Kind, und zwischen je zwei Personen eine tanzende Todesgestalt als verschrumpfte Leiche mit umhüllendem Grabtuch; dabei halten die Tänzer einander die Hände und bilden eine Art Reigen; eine einzelne Todesgestalt springt pfeifend voran (vgl. Ausführliche Beschreibung und Abbildung des Totentanzes in der Marienkirche zu Lübeck. Lübeck 1831).
Beschreibung bei Hans Christian Andersen

„Das Leben ist wie die Lampe, die auch schon anfängt auszubrennen, wenn sie angezündet wird! So alt wie jeder von euch ist, so viele Jahre habe ich schon mit euch getanzt. Jeder hat seine eigenen Touren, und der eine hält den Tanz länger aus als der andere. Aber die Lichter verlöschen zur Morgenstunde, und dann sinkt ihr alle müde in meine Arme – das nennt man sterben.“

Das älteste Zeugnis eines Totentanzes in Deutschland ist die Handschrift Cpg 314 in der Universitätsbibliothek Heidelberg. Hier wurden den lateinischen Versen, die wahrscheinlich aus dem 14. Jahrhundert stammen, deutsche Übersetzungen hinzugefügt. In ihrer monumentalen Form waren die an Klostermauern gemalten Totentänze des Wengenklosters in Ulm (um 1440) und in den beiden Dominikanerkonventen in Basel die Vorreiter. Einer der größten bekannten Totentänze entstand zur Zeit der Berliner Pestepidemie von 1484 in der Marienkirche (Berlin-Mitte). Es handelt sich darüber hinaus um das älteste überlieferte literarische Werk aus Berlin.
Weitere Wandgemälde mit Totentanz-Motiven aus dieser Epoche befinden sich in Metnitz (Österreich), Hrastovlje (Slowenien) mit von Johannes de Castua gemalten Totentanzfresken von über sechs Metern Länge, die von Marijan Zadnikar entdeckt wurden, und Beram (Kroatien). Auch in der Lombardei ist eine Reihe von Totentänzen erhalten, z. B. in Clusone und Bienno. Der typische Bildaufbau weicht jedoch von den in Deutschland und Frankreich üblichen Bildern ab, denn das Geschehen wird in zweigeteilten Großfresken dargestellt: im oberen Teil findet sich jeweils der Triumph des Todes, im unteren eine Tanzszene, ähnlich wie in La Chaise-Dieu.

## 16. Jahrhundert
Seit Mitte des 16. Jahrhunderts wurden die Bilder des Totentanzes immer mehr vervielfältigt, während die Verse wechselten oder ganz weggelassen wurden, und zuletzt gestalteten sich beide, Bilder und Verse, völlig neu. Zunächst wurde der Totentanz von Grossbasel auch in Kleinbasel nachgeahmt (nicht vor der Mitte des 15. Jahrhunderts übertragen), wobei Zahl und Anordnung der tanzenden Paare dieselbe blieben.
Am Anfang wurden ein Pfarrer und ein Beinhaus und am Ende der Sündenfall hinzugefügt, während die das Ganze beschließende Person des Malers vielleicht erst Hans Hug Kluber anhängte, der 1568 das Bild restaurierte. Dieses Motiv übernahm er von Niklaus Manuels Berner Totentanz, der zwischen 1516 und 1520 entstand. Bei dem Abbruch der Kirchhofsmauer 1805 ist das Original bis auf geringe Fragmente zugrunde gegangen; doch haben sich Nachbildungen nebst den Reimen erhalten, namentlich in den Handzeichnungen Emanuel Büchels (bei Hans Ferdinand Maßmann: Literatur der Todtentänze. Leipzig 1841 (Nachdruck: Olms, Hildesheim 1963)). Der zum Volkssprichwort gewordene „Tod von Basel“ gab neuen Anstoß zu ähnlichen Darstellungen, obschon die Dichtkunst den Stoff ganz fallen ließ. So ließ Herzog Georg von Sachsen noch 1534 längs der Mauer des dritten Stockwerks des nach ihm benannten Georgentores ein steinernes Relief von 24 lebensgroßen Menschen- und drei Todesgestalten ausführen, ohne Reigen oder tanzende Paare und nach Auffassung wie nach Anordnung durchaus neu und eigentümlich. Dieses Bildwerk wurde bei dem großen Schlossbrand von 1701 stark beschädigt, aber wiederhergestellt und auf den Kirchhof von Dresden-Neustadt übertragen. Jetzt befindet es sich in der Dresdner Dreikönigskirche (abgebildet bei Nanmann (richtig: Naumann): „Der Tod in allen seinen Beziehungen“, Dresden 1844).

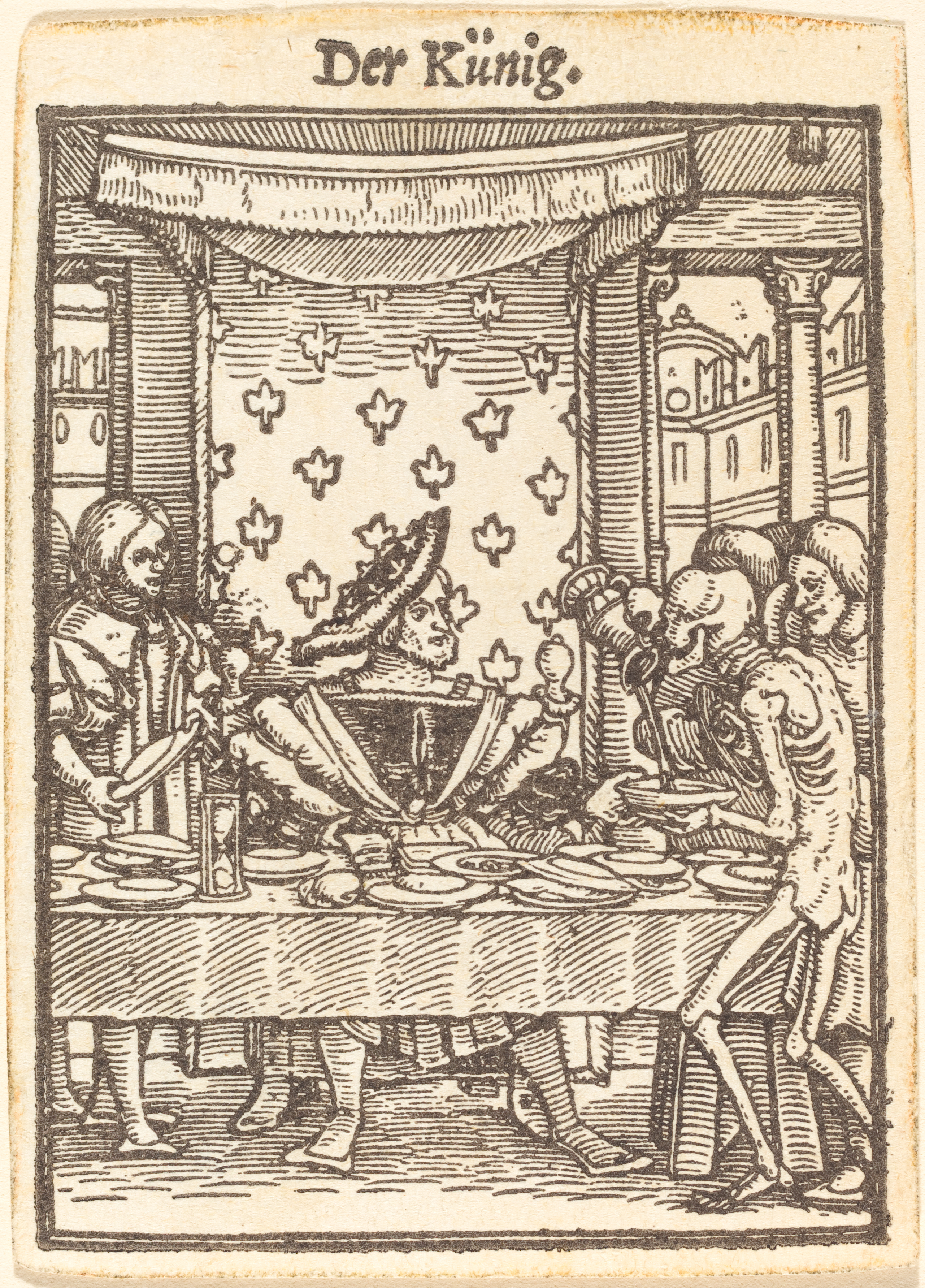
Ausschnitt aus dem Holzstich „Totentanz“; König (Hans Holbein der Jüngere 1538). Holbein verdeutlichte, dass die Pest weder Stand noch Klasse kannte.

Von der Basler Darstellung abhängig ist das im 15. Jahrhundert entstandene Gemälde mit dem Totentanz in der Straßburger Predigerkirche, das verschiedene Gruppen zeigt, aus deren jeder der Tod seine Opfer zum Tanz holt; abgebildet bei Edel: „Die Neue Kirche in Straßburg“, Straßburg 1825. Aus den Jahren 1470 bis 1490 stammt der Totentanz in der Turmhalle der Marienkirche zu Berlin (herausgegeben von W. Lübke, Berlin 1861, und von Th. Prüfer, daselbst 1876). Einen wirklichen Totentanz malte von 1514 bis 1522 Niklaus Manuel an die Kirchhofsmauer des Predigerklosters zu Bern, dessen 46 Bilder, die jetzt nur noch in Nachbildungen vorhanden sind, bei aller Selbständigkeit ebensowohl an den Basler Totentanz wie an den erwähnten „doten dantz mit figuren“ erinnern.
Eine neue und künstlerische Gestalt erhielt der Totentanz dann durch Hans Holbein den Jüngeren. Indem dieser nicht nur veranschaulichen wollte, wie der Tod kein Alter und keinen Stand verschont, sondern auch vielmehr, wie er mitten hereintritt in den Beruf und die Lust des Erdenlebens, musste er von Reigen und tanzenden Paaren absehen und dafür in sich abgeschlossene Bilder mit dem nötigen Beiwerk liefern, wahre „Imagines mortis“ (Bilder des Todes), wie seine für den Holzschnitt (durch den Formschneider Hans Lützelburger) bestimmten Zeichnungen genannt wurden. Diese erschienen seit 1530 und als Buch seit 1538 in großer Menge und unter verschiedenen Titeln und Kopien unter anderem bearbeitet von Wenzel Hollar (Kurzfassung mit 30 Kupferstichen) bis (neue Ausgabe von F. Lippmann, Berlin 1879). Holbeins „Initialbuchstaben mit dem Totentanz“ und ein „Totentanz-Alphabet“ von 1525 wurden in Nachschnitten von Lödel neu herausgegeben von Adolf Ellissen (1849). Daraus, dass Hulderich Frölich in seinem 1588 erschienenen Buch „Zween Todtentäntz, deren der eine zu Bern, der andre zu Basel etc.“ dem Totentanz am Predigerkirchhof größtenteils Bilder aus Holbeins Holzschnitten unterschob und Christian von Mechel sie als ersten Band seiner 1780 erschienenen Reproduktionen der Werke Holbeins als „Le Triomphe de la mort“ (47 Radierungen nach den Holzschnitten Holbeins) aufnahm, entstand der doppelte Irrtum, dass man auch den älteren wirklichen Totentanz im Predigerkloster für ein Werk Holbeins hielt und des letzteren „Imagines“ ebenfalls Totentanz benannte.

## Spätere Jahrhunderte

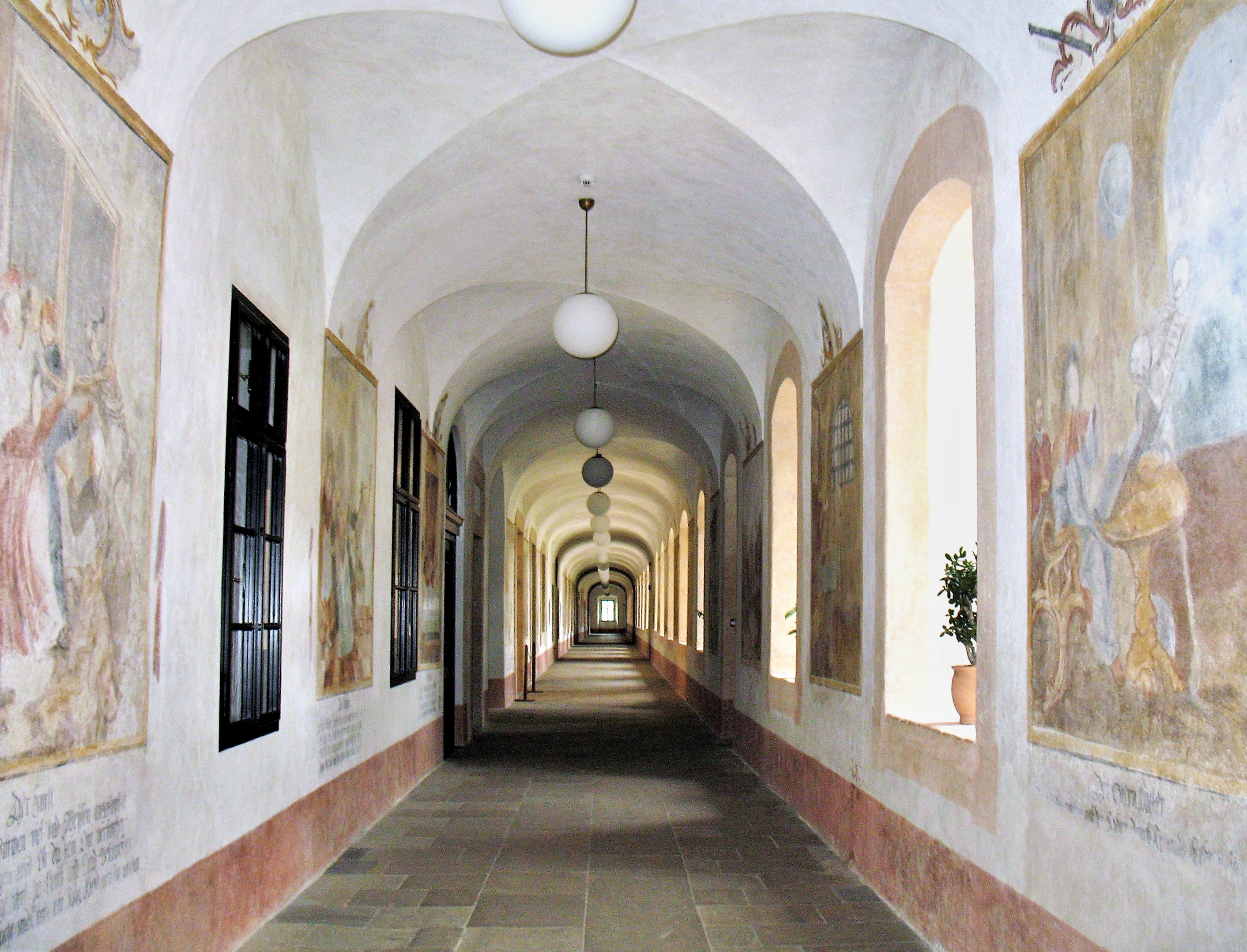
Totentanz im Hospital Kuks (Tschechien), gegründet von Graf Franz Anton von Sporck im ersten Viertel des 18. Jahrhunderts

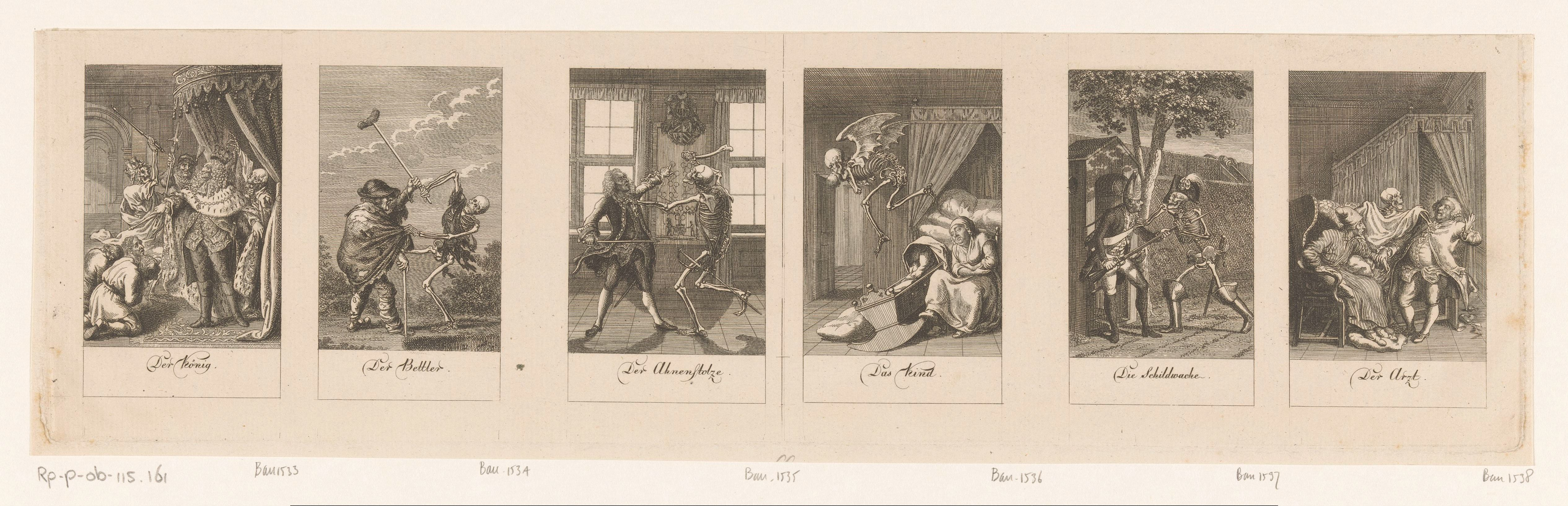
Radierungen von Daniel Chodowiecki aus der Reihe Totentanz von 1791

Im Lauf des 16., 17. und 18. Jahrhunderts entstanden weitere Totentänze u. a. in Chur (bischöflicher Palast nach den Vorbildern der Holbeinschen Kompositionen), in Füssen (Füssener Totentanz), in Konstanz, in Kuks (Böhmen, Totentanz als Wandfresko im Hospital, 18. Jh.), in Luzern (Totentanzgemälde im ehemaligen Jesuitenkolleg und auf der Spreuerbrücke), in Freiburg im Üechtland, in Bleibach (Schwarzwald) und in Erfurt. Auch Daniel Chodowiecki schuf 1791 eine Serie von Radierungen mit dem Thema Totentanz. Die Totentanzkapelle in Straubing, erbaut 1486, hat einen umfangreichen Zyklus von Fresken, welcher durch den Straubinger Rokoko-Künstler Felix Hölzl im Jahr 1763 geschaffen wurde. Auch die Holzschneide- wie Kupferstecherkunst nahmen den Stoff wieder auf, zum Beispiel Johann Gottfried Flegel, ebenso wie die Dichtkunst, z. B. Bechstein („Der Totentanz“, Leipzig 1831).
Auch in der 2. Hälfte des 19. Jahrhunderts zeichnete man wieder Totentänze, so namentlich Alfred Rethel und Wilhelm von Kaulbach. Vermutlich ab dem 16. Jahrhundert hat auch die regional jeweils unterschiedliche Redensart „Aussehen wie der Tod im Basler/Lübecker/Dresdner Totentanz“ Eingang in die Sprache gefunden, die blasse, ungesund aussehende Menschen beschreibt.
Die beiden Weltkriege veranlassten im 20. Jahrhundert zahlreiche Künstler, Motive aus dem Totentanz wieder aufzunehmen, oder eigene Werke entsprechend zu benennen. Zu den bekanntesten Beispielen gehören:

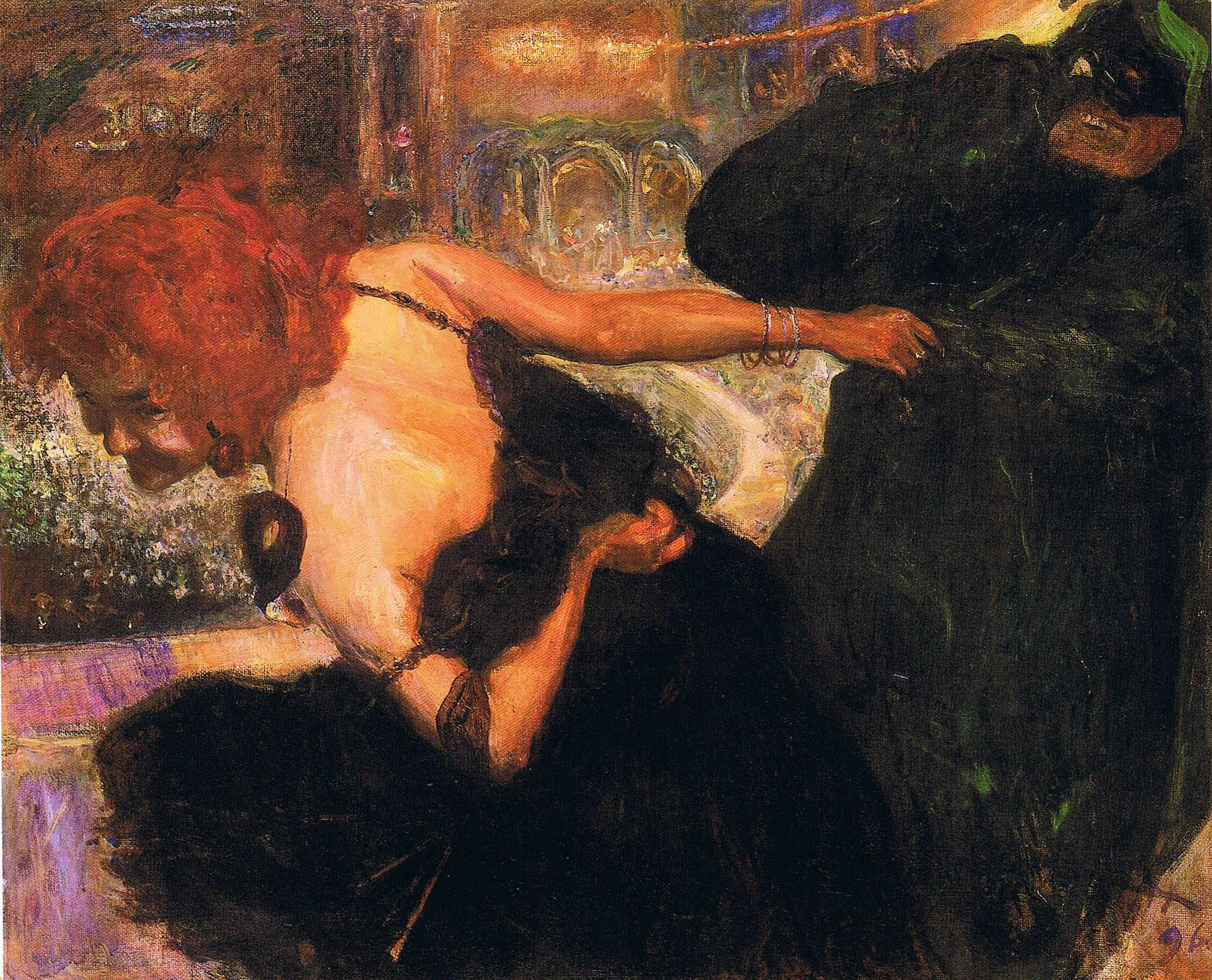
Max Slevogt: Totentanz (1896)

- Albin Egger-Lienz: Totentanz, 1906 bis 1921
- Joseph Sattler: Ein moderner Totentanz, in 16 Bildern, 1912
- Otto Dix: Totentanz, Anno 17, aus der Mappe Der Krieg
- Lovis Corinth: Totentanz, Mappe mit sechs Kaltnadelradierungen, 1921
- Werner Heuser: Totentanz, 9 Bildtafeln, vor 1940
- Felix Nussbaum: Triumph des Todes (Die Gerippe spielen zum Tanz), 1944
- Edmund Kesting: Totentanz Dresden (Fotomontagen)
- Alfred Hrdlicka: Plötzenseer Totentanz
- Harald Naegeli: Kölner Totentanz, Köln, Zugemauerter Eingang zu St. Cäcilien, Teil des Museum Schnütgen, 1981.
- HAP Grieshaber: Der Totentanz von Basel, 40 Farbholzschnitte, 45 cm × 35 cm, 1965
- Aloys Ohlmann: Der Kirchzartener Totentanz zum Lübecker Totentanz von Hugo Distler 14 Serigrafien 70 cm × 50 cm, 1982
- Aloys Ohlmann: Macabre. Zeichnungen und Texte, 1991 – K. und U. Schulz, Die Totentänze B 153: „einer der wohl ungewöhnlichsten Totentänze hat A. Ohlmann mit seiner Text- und Bilderfolge „Macabre“ geschaffen. Es ist die ganz persönliche Auseinandersetzung mit dem jederzeit möglichen Sterben. Also nicht die Begegnung der verschiedensten Menschen mit dem Tod, sondern nur die eines einzelnen Menschen, hier die des Künstlers A. Ohlmann wird thematisiert…“
- Willi Sitte: Danza funebre del terzo Reich, 1944 entstandener Totentanz-ZyklusFelix Nussbaums letztes Werk Triumph des Todes (Die Gerippe spielen zum Tanz) (1944)

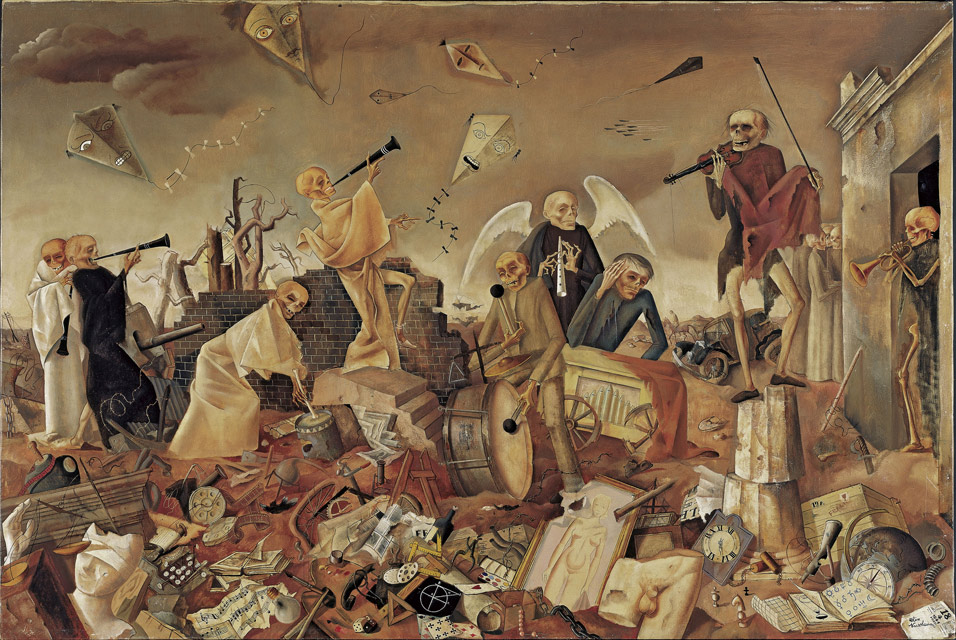
Felix Nussbaums letztes Werk Triumph des Todes (Die Gerippe spielen zum Tanz) (1944)

## Liste der Totentanz-Motive (Auswahl)

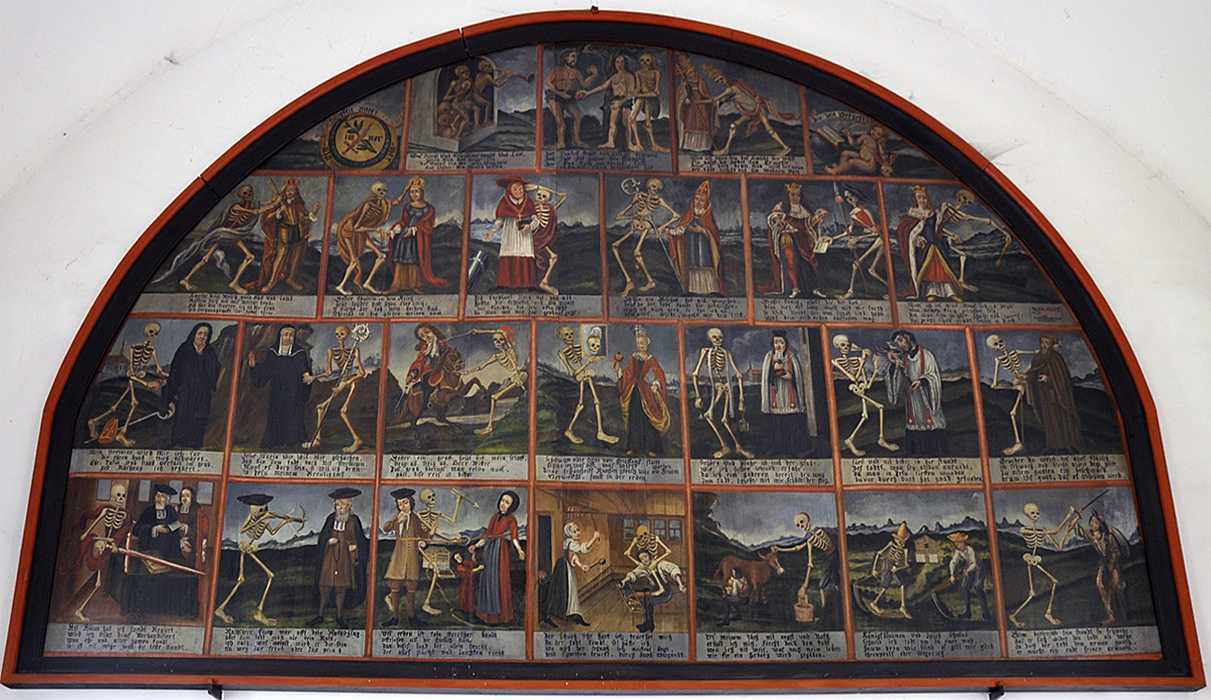
Der Emmetter Totentanz in der Kreuzkapelle, ca. 1710

### Totentanz-Motive in der bildenden Kunst (Auswahl)

#### Ortsgebundene Totentanzdarstellungen
- Babenhausener Totentanz in der Friedhofskapelle St. Maria (ca. 1722)
- Bamberger Totentanz in der Heilig-Grab-Kapelle von Kloster Michelsberg (ca. 1730)
- Basler Totentanz an der Friedhofsmauer des ehem. Dominikanerklosters (1439/40)
- Basel-Klingental Totentanz im Kreuzgang des ehem. Dominikanerinnenklosters (1460/80), heute im Museum Kleines Klingental
- Berlin-Mitte, Marienkirche
- Berlin-Plötzensee, Plötzenseer Totentanz von Alfred Hrdlicka in der Gedenkkirche im Evangelischen Gemeindezentrum (1970/72)
- Berner Totentanz an der Klostermauer des ehem. Dominikanerklosters (1516/19)
- Bleibacher Totentanz im Beinhaus neben der Kirche St. Georg (1723)
- Breitenwang Totentanz in der Totenkapelle neben der Kirche SS. Peter und Paul (1724/28)
- Bruchhausen, St. Johannes Baptist Totentanz (17. Jahrhundert)
- Chur Totentanzzyklus im ehemaligen Bischöflichen Palais (1543)
- Dresdner Totentanz in der Dreikönigskirche
- Elbigenalp Totentänze in der Friedhofskapelle (1840) und an der Friedhofsmauer (vor 1876)
- Elmen Totentanz in der Friedhofskapelle (1841)
- Emmetten Totentanz aus dem alten Beinhaus, heute in der Heiligkreuz-Kapelle (ca. 1710)
- Freiburger Totentanz in der Vorhalle der Michaelskapelle auf dem Alten Friedhof in Freiburg im Breisgau (18. Jahrhundert/1963)
- Freiburg im Uechtland Totentanz im Franziskanerkloster (1606/08)
- Füssener Totentanz in der Anna-Kapelle des ehem. Benediktinerklosters St. Mang (1602)
- Füssen Todesbilder in der Friedhofskapelle St. Sebastian (1746)
- Hasle LU Totentanz im Berinhaus neben der Kirche St. Stephanus und Laurentius (ca. 1687)
- Herten (Rheinfelden) Totentanz in der Friedhofskapelle (1887)
- Kientzheim Totentanz von Kientzheim an der Friedhofsmauer (1517, verloren)
- Kolberger Totentanz, Dom zu Kolberg
- Konstanz Dominikanerinsel Totentanz im ehemaligen Dominikanerkloster (ca. 1558)
- Kuks Totentanz im Hospital (erste Viertel des 18. Jahrhunderts)
- Leuk, Wallis, Gruppentotentanz im Beinhaus von St. Stephan (1520/30)
- Loxstedter Totentanz
- Lübecker Totentanz (1463)
- Luzerner Totentanz auf der Spreuerbrücke (1616–1637)
- Luzerner Totentanzgemälde im ehemaligen Jesuitenkolleg, heute Regierungsgebäude des Kantons Luzern (1610–1615)
- Metnitz, Kärnten, Karner mit Totentanz-Fresken
- Pfronten-Berg, Auferstehungskapelle, Totentanzbilder von Hans Bendel (1848/49)
- Plaus Friedhofsmauer der Kirche St. Ulrich (1996–2001)
- Roding Annakapelle (Ende 16. Jahrhundert)
- Schattwald Totentanz in der Kirche St. Wolfgang (1846)
- Sexten, Südtirol, Totentanz auf dem Friedhof bei der Pfarrkirche St. Petrus und Paulus (1924)
- Straßburg Totentanz in der Straßburger Predigerkirche (ca. 1485)
- Straubing Totenkapelle in St. Peter von Felix Hölzl (1763)
- Ulm Totentanz in dem ehem. Augustinerchorherrenstift St. Michael zu den Wengen (ca. 1440)
- Unterschächen Totentanz im Beinhaus neben der Kirche St. Theodul (ca. 1701)
- Wolgaster Totentanz, Wolgast, St. Petri
- Wolhusen Totentanz im Beinhaus oberhalb der Kirche St. Andreas (ca. 1661)
- Wondreb Totentanz von Wondreb

#### Weitere Werke mit Totentanz-Darstellungen

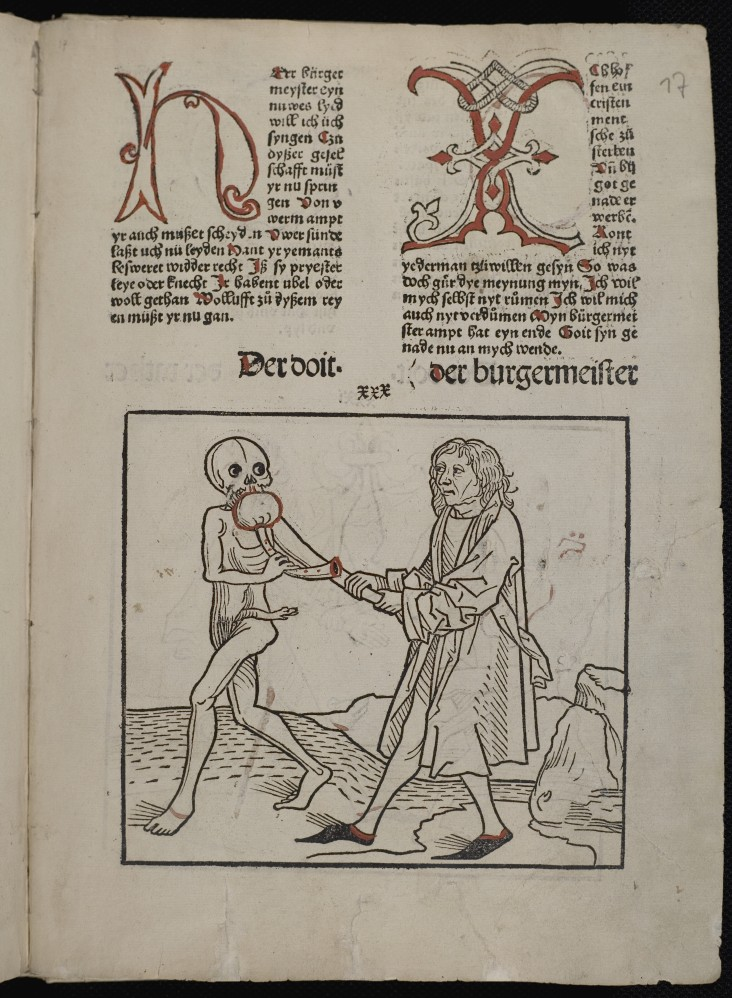
Totentanzmotiv bei Heinrich Knoblochtzer

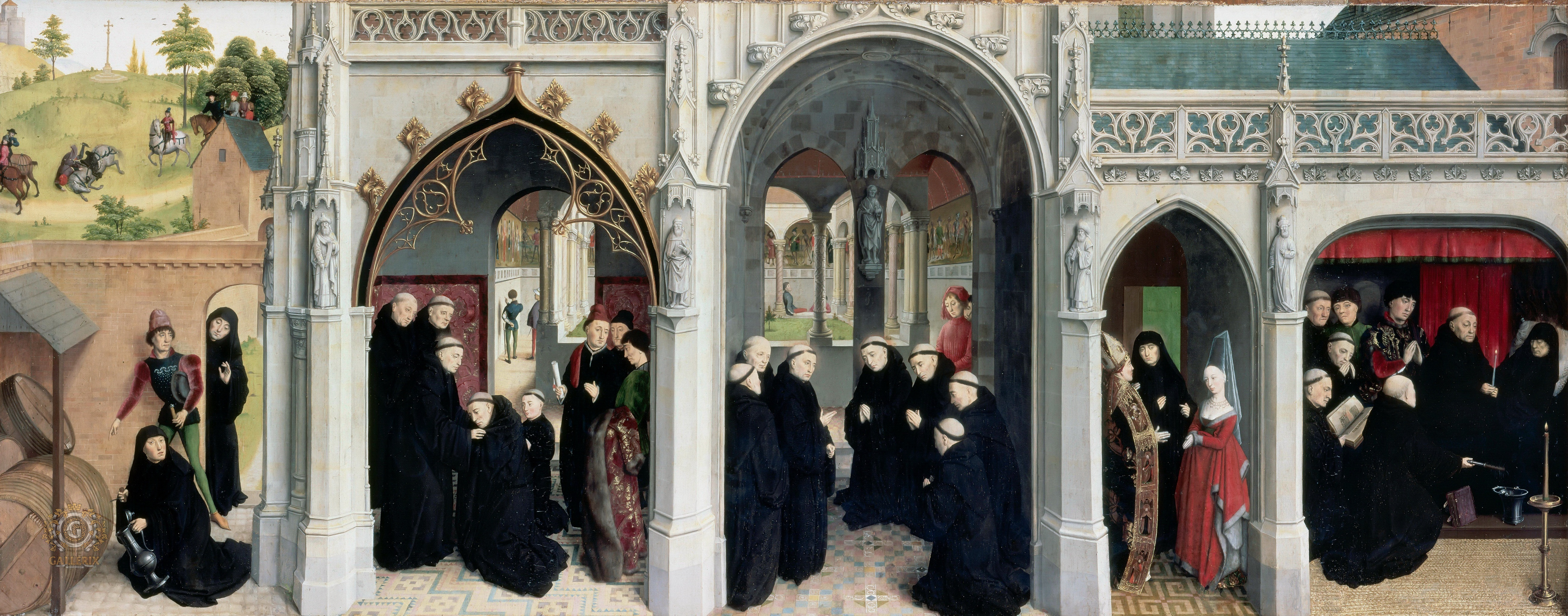
Simon Marmion: Rechter Innenflügel des ehemaligen Hochaltars der Abteikirche St-Bertin in St-Omer (1455–1459) mit der Darstellung eines Totentanzes in der Kreuzganggalerie

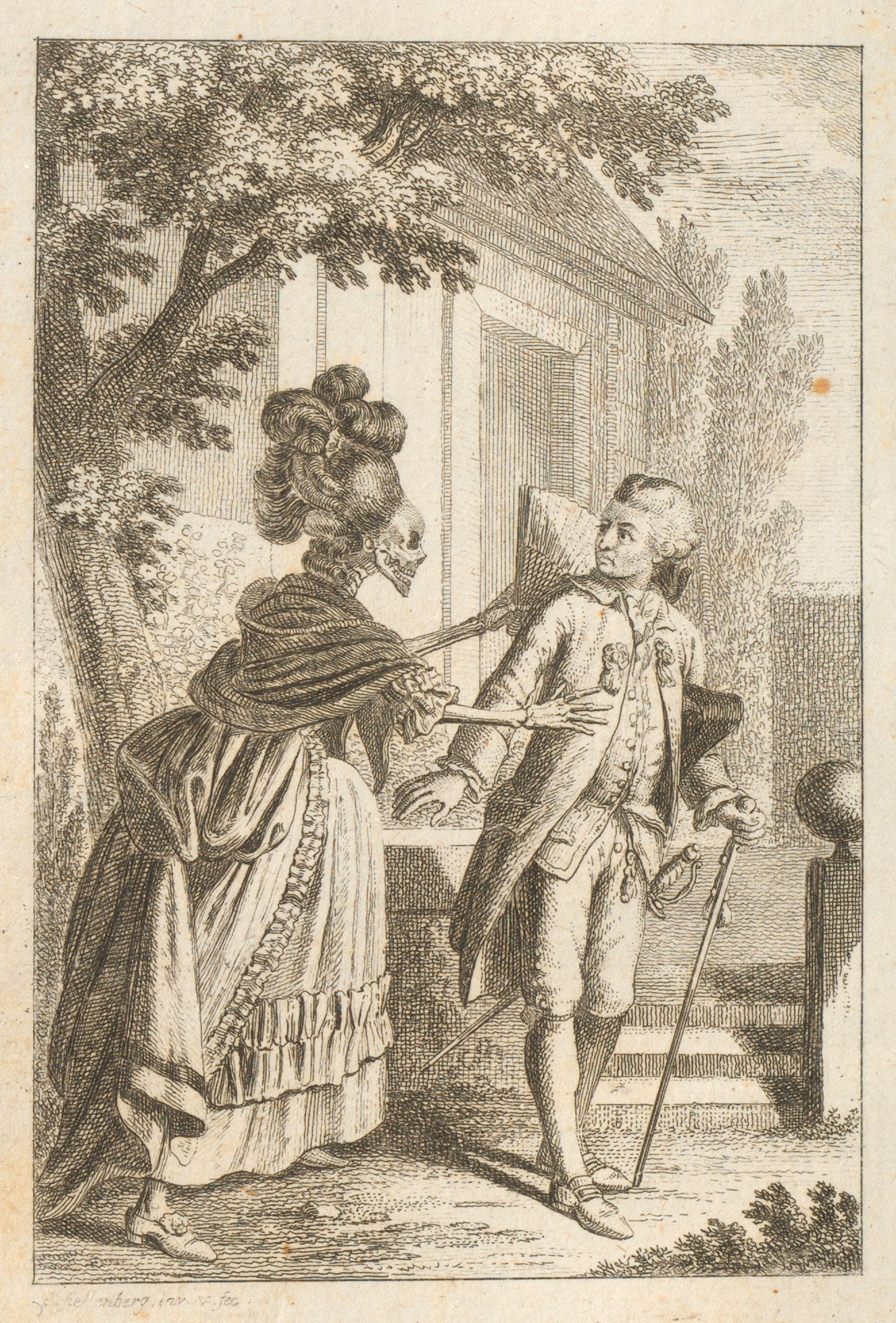
Johann Rudolf Schellenberg: „Getäuschte Erwartung“ aus Freund Heins Erscheinungen (1785)

- Lovis Corinth Totentanz (Lovis Corinth)
- Hans Holbein der Jüngere „Bilder des Todes“ (1524/26)
- Wenzel Hollar Totentanz (1651)
- Horst Janssen „Nihil ut Umbra“ (1983)
- Ernst Ludwig Kirchner „Totentanz der Mary Wigman“, 1926–1928

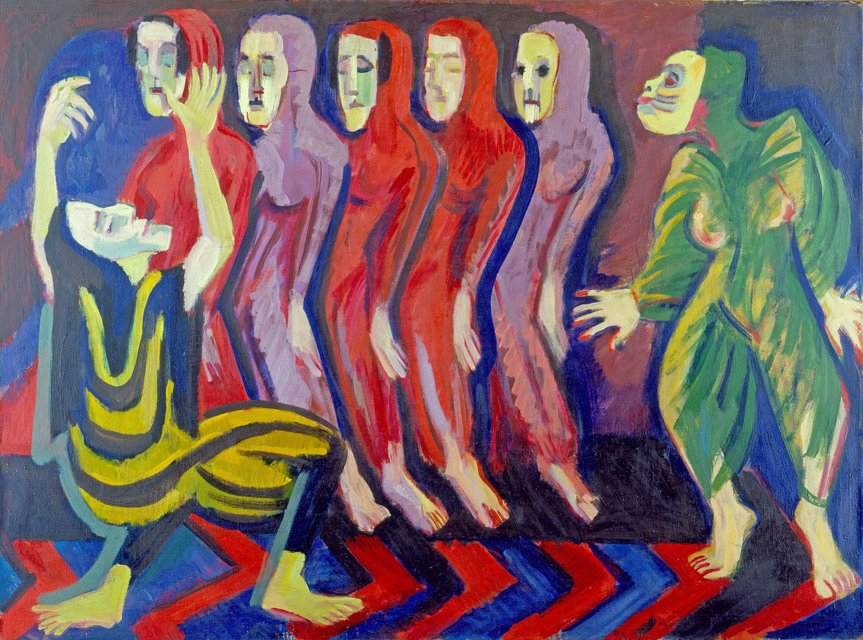
Ernst Ludwig Kirchner, „Totentanz der Mary Wigman“, 1926–1928

- Heinrich Knoblochtzer: Oberdeutscher achtzeiliger Totentanz, Straßburg-Heidelberg (1485/88), auch 1491 (Heidelberger Totentanz) durch Jacob Meydenbach (je nach Druckort Mainz bzw. Heidelberg)[22]
- Alfred Kubin „Ein Totentanz. Die Blätter mit dem Tod“ (1918)
- Wolfgang Lenz, Würzburger Totentanz (1970)
- Albin Egger-Lienz Totentanz (Egger-Lienz); Totentanz und Sämann von Egger-Lienz
- Daniel Lindtmayer Schaffhausen, Totentanz (1592)
- Simon Marmion Darstellung eines Totentanzes in einer Kreuzganggalerie auf dem rechten Innenflügel des ehemaligen Hochaltars von St-Bertin in St-Omer (1455–1459)
- Frans Masereel „Danse Macabre“ (1941)
- Matthäus Merian „Todten-Tanz“ (1621/44)
- Rudolf und Conrad Meyer, Zürich, „Sterbensspiegel“ (um 1650)

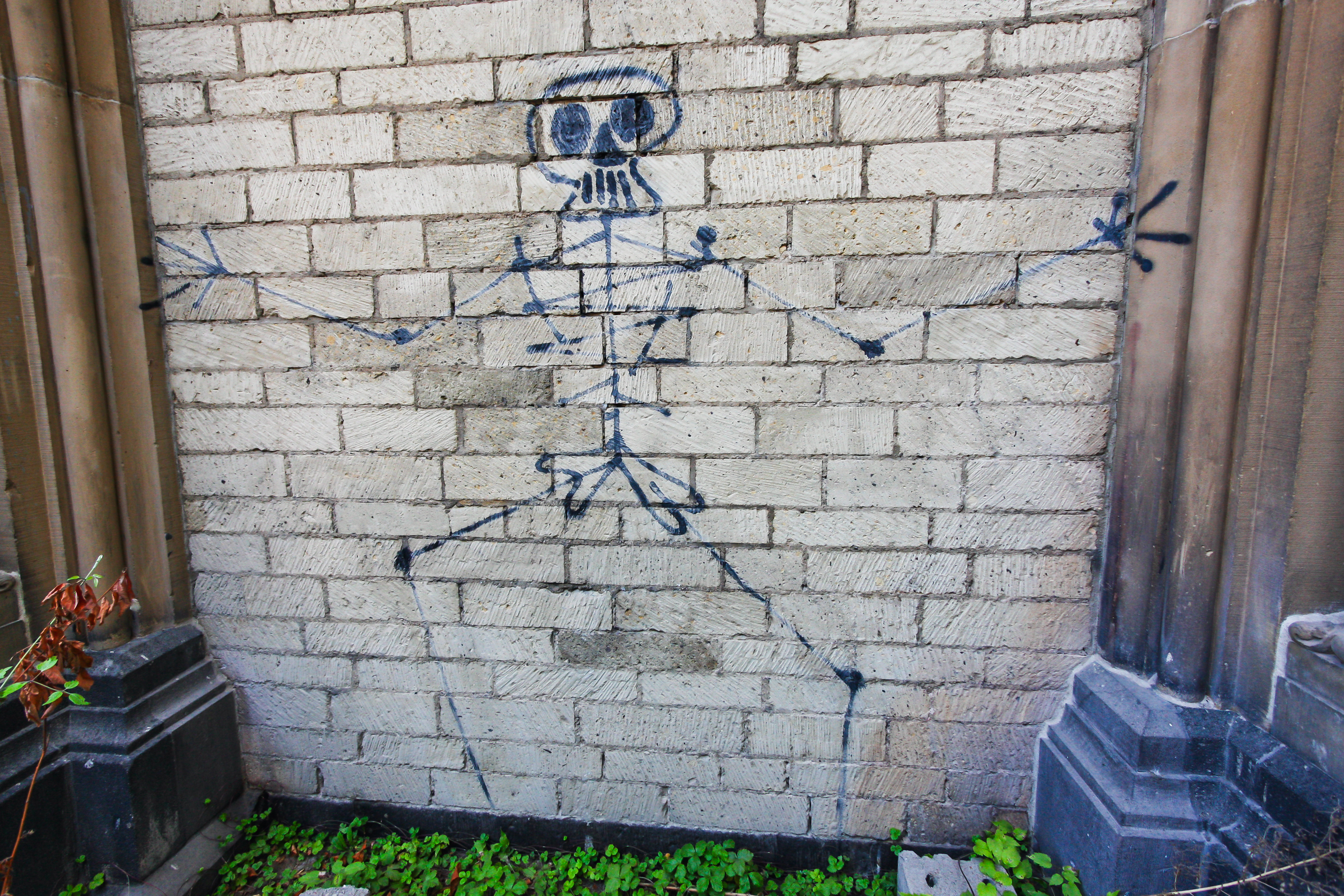
Totentanz von Harald Naegeli an St. Cäcilien, Köln, 2008

- Graffito von Harald Naegeli, Köln, St. Cäcilien („Kölner Totentanz“)
- Oberdeutscher vierzeiliger Totentanz (ohne Bilder), Cpg 314 (1443/47)[7]
- Basel: In Basel entstandener Totentanz des Heidelberger Blockbuchs, cpg 438 (1455/58)[23]
- Johann Rudolf Schellenberg „Freund Heins Erscheinungen“, Winterthur (1785)[24]
- Jean Tinguely „Mengele-Totentanz“ (1986)
- Heinrich Vogtherr der Ältere Totentanz nach dem Vorbild von Hans Holbein (1544)
- Wilhelm Werner von Zimmern, Vergänglichkeitsbuch, bebilderte Handschrift, Württembergische Landesbibliothek Stuttgart, Cod. Donaueschingen A III 54[25]. Das Vergänglichkeitsbuch (1520–1550) enthält auf Blatt 21v eine lavierte Federzeichnung der Begegnung der drei Lebenden und der drei Toten sowie einen Totentanz mit 41 Illustrationen und den zugehörigen Dialogversen.[26]
- Zizenhausener Terrakotten (1822/33)
- Denis Stuart Rose „Braunschweiger Totentanz“ (2000–2016)

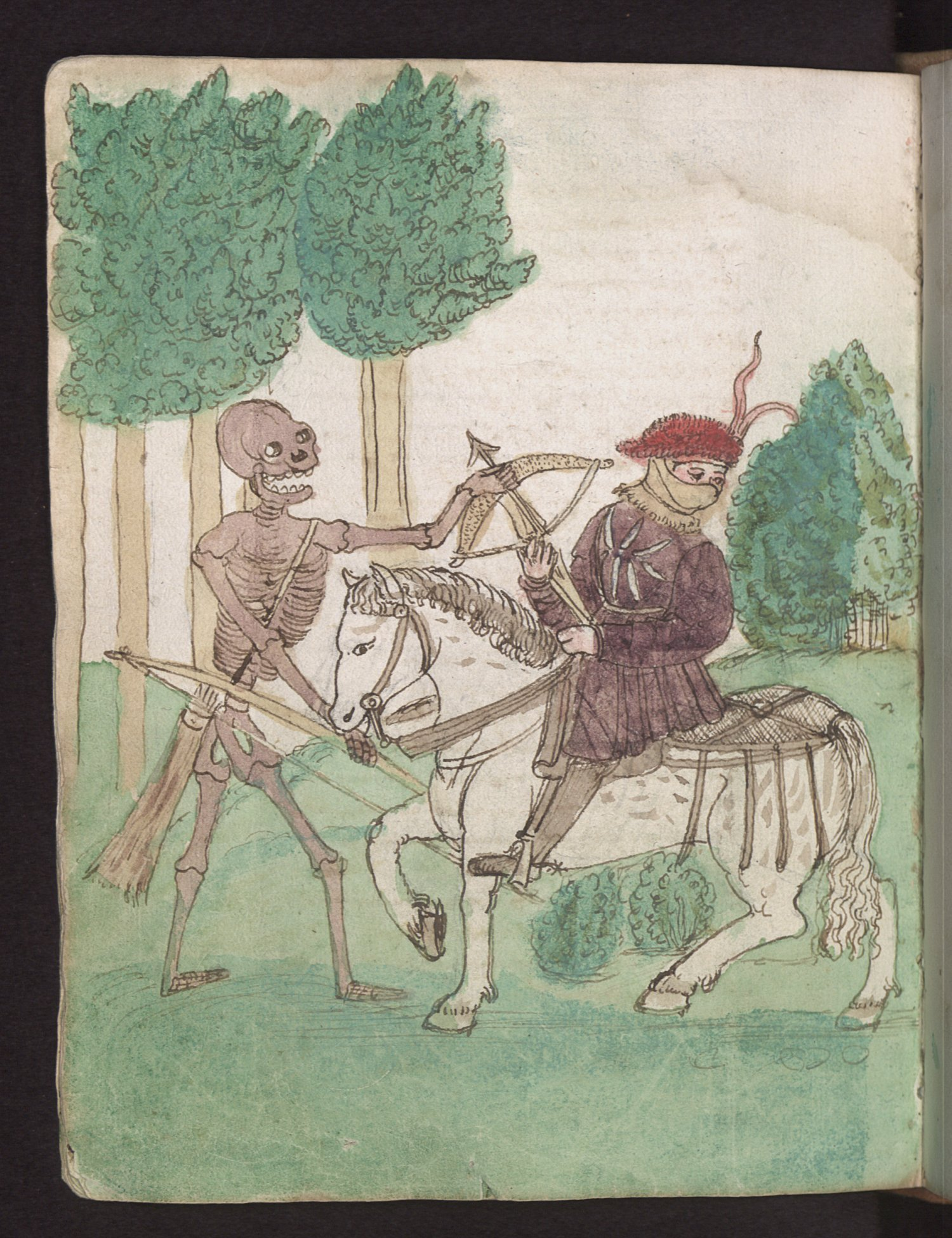
„Zimmernscher Totentanz“, entstanden um 1522

### Totentanz im Tanz
- Mary Wigman, Totentanz, 1917

### Totentanz-Spiele
Dass im späten Mittelalter Totentänze als geistliche Spiele, vielleicht am ehesten als Fastnachtsspiele, aufgeführt wurden, erscheint auf den ersten Blick evident. Dennoch sind bisher keine eindeutigen Spieltexte bekannt geworden und es finden sich nur wenige Belege für Aufführungen. Überliefert ist die Aufführung eines Totentanzdramas im Jahr 1449 in einer Hofrechnung der Herzöge von Burgund: „A Nicaise de Cambray, paintre, demourant en la ville de Bruges quant il a joué devant MdS en son hostel avec ses autres compaignons, certain jeu, histoire et moralité sur le fait de la danse macabre.“ Für den deutschen Sprachraum ist lediglich eine Aufführung überliefert, die Neumann als Totentanzspiel identifiziert (Basel 1519): „Idem [i. e. Martinus Vonvillere] ordinavit choream mortis“. Erst mit Entdeckung eines neuen Totentanzfragmentes, das sich mit Blick auf die Sprache am Niederrhein verorten lässt, dem Klever Totentanz, gibt es einen ersten Beleg für einen „Rollentext“, wie er für die Aufführung eines Totentanzspieles Verwendung finden konnte.

### Totentanz-Motive in der Musik
Auch als musikalisches Sujet fand der Totentanz weite Verbreitung. Sowohl ausdrücklich als Totentanz bezeichnete Werke wie auch zahlreiche Vertonungen zum Thema „Der Tod und das Mädchen“ reihen sich thematisch ein.
- Hector Berlioz: Symphonie fantastique op. 14 (1830) (V. Songe d’une nuit du Sabbat – Traum einer Sabbatnacht: Parodie des Dies Irae)
- Franz Schubert: Der Tod und das Mädchen, Lied (Text: Matthias Claudius), Streichquartett Nr. 14 d-Moll D 810
- Franz Liszt hat mit Totentanz, Paraphrase über „Dies irae“ ein furioses Werk für Klavier und Orchester geschaffen.
- Modest Mussorgski: Lieder und Tänze des Todes ist ein Liederzyklus für Gesang und Klavier, entstanden 1875.
- Camille Saint-Saëns befasste sich in dem Orchesterwerk Danse Macabre ebenfalls mit dem Thema.
- Gustav Mahler: 4. Sinfonie, 2. Satz: „Freund Hein spielt auf“ (Mahler)
- Felix Woyrsch schuf mit dem 1906 uraufgeführten Totentanz. Ein Mysterium für Solostimmen, Chor, Orchester und Orgel op. 51 ein abendfüllendes Oratorium.[33]
- Hugo Distler, Komponist und Kirchenmusiker, schrieb eine eindrückliche Vertonung als A-cappella-Chorwerk anhand von Versen von Angelus Silesius unter dem Eindruck des Lübecker Totentanzes.
- In Alban Bergs Violinkonzert, anlässlich des Todes der 18-jährigen Manon Gropius geschrieben, kommt ein Tango-Motiv als Symbol des Todeskampfes vor.
- Wilhelm Kempff komponierte 1931 Totentanz op. 37, ein Konzert in Suitenform für Klavier, Streichorchester, Schlagzeug und gemischten Chor.
- Arthur Honegger komponierte 1938–1940 das szenische Oratorium La danse des morts (Totentanz) auf den Text von Paul Claudel, bei einem gemeinsamen Besuch der Stadt Basel 1938 inspiriert von den Holzschnitten Hans Holbeins d. J., die dieser um 1440 nach dem Basler Totentanz geschaffen hatte.
- Frank Martin stimmte 1943 mit seinem Open-air-Spektakel Ein Totentanz zu Basel für Knabenchor, Streichorchester, Basler Trommler, Jazzband, Tänzer und Darsteller eine endzeitlich gestimmte Hommage an die Stadt Basel und den Basler Totentanz an.
- Der Dresdner Kreuzorganist Herbert Collum schrieb unter dem Eindruck der Zerstörung der Stadt Variationen über das alte Volkslied Es ist ein Schnitter, heißt der Tod für Orgel und nannte sie Totentanz 1944/45.
- Yrjö Kilpinen: Totentanzsuite op. 84.
- Der Komponist Dieter Schnebel schrieb Totentanz, Ballettoratorium für zwei Sprecher, Sopran, Bass, Chor, Orchester und Live-Elektronik (1992–1994).
- Yngve Jan Trede (1954) und Hans-Ola Ericsson (2009) schrieben Bühnenmusik zu Hans Henny Jahnns Schauspiel Neuer Lübecker Totentanz.
- Der österreichische Liedermacher Wolfgang Ambros schuf 1975 mit Es lebe der Zentralfriedhof einen modernen Klassiker des Totentanzes und Hymnus auf den Wiener Zentralfriedhof.
- Die Komponistin Dorothée Hahne vertonte 2006 in ihrem softwarebasierten, interaktiven dance macabre für Blockflöte & Live-Elektronik die Klänge des Friedhoftores im münsterländischen Schöppingen.
- Frederik Magle: Cortège & Danse Macabre (2009), Zweiten Satz des Sinfonische Suite Cantabile mit einem Text von Prinz Henrik von Dänemark
- Der Gitarrist Peter Finger komponierte eine Instrumental-Vertonung von Goethes Ballade Der Totentanz.
- Der deutsche Komponist und Organist Harald Feller vertonte einen Danse macabre für Orgel und Schlagzeug
- Das deutschsprachige Musical Elisabeth erzählt die Lebensgeschichte der österreichischen Kaiserin Elisabeth (Sissi) als Totentanz.
- Die britische Heavy-Metal-Band Iron Maiden brachte im Jahr 2003 das Album Dance of Death (dt. Tanz des Todes) auf den Markt, auf welchem auch ein gleichnamiger Titel zu finden ist.
- Die deutsche Folkrockband Larkin brachte 2004 eine CD mit dem Namen Totentanz auf den Markt.
- Der Name der Mittelalterband Saltatio Mortis bedeutet übersetzt „Totentanz“.
- Von der Mittelalterband In Extremo existiert das Instrumentalstück Totentanz.
- Die Mittelalterband WirrWahr kombinierte den flämischen Hoebockentanz mit einem traditionellen Stück namens Totentanz für das Album Pest-Of.
- Auf dem Album Mit Leib und Seele der Mittelalterband Schandmaul findet sich der Titel Das Mädchen und der Tod.
- Ein Lied mit dem Titel Totentanz befindet sich auf dem Album Fau der Mittelalterband „Die Streuner“.
- Die Mittelalterband Van Langen & des Teufels Lockvögel komponierte für ihre 2002 erschienene CD ales umb der holden frouwen minne das Lied Todtentanz als musikalische Umsetzung spätmittelalterlicher Abbildungen.
- Das Lied Ballo in Fa Diesis Minore des italienischen Sängers Angelo Branduardi greift die Totentanz-Thematik ebenfalls auf.
- Die schwedische Black-Metal-Band Marduk befasst sich auf ihrem Album La grande Danse macabre mit Totentänzen und Tod im Allgemeinen. Auch auf dem Album Rom 5:12 beschäftigt sie sich intensiv mit dem Thema Totentanz. Dort zieren zahlreiche Totentanz-Darstellungen das Beiheft und auch die Texte beziehen sich auf Gedichte und Schriften der Vanitas.
- SDiddy (feat. Hakan Abi und Eko Fresh) – Totentanz auf dem Album 21 Gramm.
- Frauenarzt, Blokkmonsta und Uzi – Totentanz auf den Alben Geschäft ist Geschäft und Schlachthof.
- Ebenfalls vertreten ist ein Track mit besagtem Titel auf dem Album Stille des deutschen Rappers und Produzenten Tua.
- Der deutsche Hip-Hop Künstler Prinz Pi brachte im Jahr 2007 ein Exclusive Release auf der Juice Vol. 75 mit dem Namen Totentanz auf den Markt.
- Auf einem Album des deutschen Rappers Swiss ist der Titel Totentanz zu finden.
- Der Rapper Capo veröffentlichte 2017 den Track Totentanz für sein Album Alles auf Rot.
- Die schwedische Band Ghost brachte mit ihrem Album Prequelle 2018 den Song Dance Macabre heraus. Zu diesem Song gibt es unter anderem ein offizielles Musikvideo, ein Instagram-Video sowie eine Remix Version vom Künstler Carpenter Brut.
- Auf dem Debütalbum der niederländischen Band Ekseption ist eine Bearbeitung des Dance Macabre von Camille Saint-Saëns enthalten (1969)
- Auf dem 2021 erschienenen Album Labyrinth der deutschen Pagan-Folk-Band Waldkauz befindet sich ein Stück mit dem Titel Danse Macabre.[34]
- 2025 wurde eine Vertonung der Goethe-Ballade Der Totentanz des deutschen Komponisten Carsten Braun für Chor, Orchester und Rockband durch Ensembles der Universität Frankfurt/Main uraufgeführt.[35]

### Totentanz-Motive im Film
- Asta Nielsen Totentanz 1912, Regie: ihr Ehemann Urban Gad, der erste Film, der im Filmstudio Babelsberg gedreht worden ist, Kamera: Guido Seeber
- Walt Disneys erste „Silly Symphony“ Tanz der Skelette (1929) zeigte gezeichnete Skelette, die auf einem Friedhof einen makabren Totentanz aufführen.
- Ingmar Bergman schloss seinen klassischen Film Das siebente Siegel mit einer Totentanz-Szene ab.
- Woody Allen schließt seine Satire Die letzte Nacht des Boris Gruschenko ebenfalls mit einem Totentanz ab; der Protagonist folgt dem weiß gekleideten Tod zu den Klängen der Troika aus Leutnant Kishe.
- Jean Renoir ließ einen danse macabre von verkleideten Theaterschauspielern (Spiel im Spiel) in seinem Film Die Spielregel aufführen.
- Der Tod zu Basel Spielfilm 1990
- Totentanz der Hexen
- Dämon Weib
- Lars von Trier bezeichnet in seinem Film Melancholia (2011) die von Gravitation und Fliehkraft bestimmte Flugbahn des die Erde zerstörenden Planeten als Totentanz.
- Commissario Laurenti – Totentanz

### Totentanz-Motive in der Literatur
- William Combe und Thomas Rowlandson (Illustrator): The English Dance of Death. 2 Bände. Ackermann’s Repository of Art, London 1815–1816. 72 Verskapitel zu Aquatinta-Blättern (urn:nbn:de:hbz:061:1-64932).
- Walter Scott besang im Versepos The Dance of the Death 1815 die Gefallenen von Waterloo.
- Johann Wolfgang von Goethe schrieb um 1813 die Ballade Der Totentanz, in der sich um Mitternacht die Toten aus ihren Gräbern erheben.
- Arthur Rimbaud griff 1870 das Motiv des Totentanzes in dem Gedicht Ball der Gehängten auf.
- Rainer Maria Rilke verfasste 1907 ein Gedicht mit dem Titel Toten-Tanz.
- Georg Trakl verwendete das Totentanzmotiv in seinem Gedicht Verfall („blasser Kinder Todesreigen“)
- August Strindberg schrieb ein Theaterstück mit dem Titel Totentanz. In einem Dialog zwischen zwei Eheleuten anlässlich ihrer silbernen Hochzeit ist der Tod sowohl als Erlöser als auch als Vernichter ständig gegenwärtig.
- Thomas Mann benannte ein Kapitel in seinem Roman Der Zauberberg als Totentanz, in dem Fritz Rotbein („der Herrenreiter“) durch Hans Castorp die letzte Ehre gegeben wird.
- Hans Henny Jahnn verfasste zusammen mit Werner Helwig 1931 das Drama Neuer Lübecker Totentanz.
- Ödön von Horváth schrieb ein Theaterstück Glaube, Liebe, Hoffnung. Ein kleiner Totentanz. (Drama)
- Bernhard Kellermann erhielt für den Roman Totentanz (1948) den Nationalpreis der DDR.
- Michael Siefener und Silke Urbanski schrieben 2005 Totentanz, einen Mittelalterkrimi, der historische Ereignisse um den Maler der Lübecker Totentanzes, Bernd Notke, als Ausgang nimmt.
- Peter Brannath schrieb 2006 den Kriminalroman Seebacher – Der Tod schreibt schwarze Zahlen, der die Totentänze in Freiburg, Bleibach und Herten zum Thema hat.
- Lena Falkenhagen veröffentlichte 2008 den historischen Roman Das Mädchen und der schwarze Tod, in dem die Entstehung des Totentanzes in der Lübecker Marienkirche thematisiert wird.
- In Neil Gaimans Graveyard-Buch von 2008 feiern im Kapitel „Totentanz“ der Protagonist Nobody Owens und die anderen Bewohner des Friedhofs für eine Nacht ein besonderes Fest mit den lebenden Stadtbewohnern.
- Werner Ryser: Walliser Totentanz. Roman. Nagel & Kimche, Zürich 2009, ISBN 978-3-312-00645-8.
- Jürgen Kropp schrieb 2013 den Gedichtzyklus Ganz alleen. En Dodendanz in fief Slääg. Er thematisiert darin in klangbildgewaltiger niederdeutscher Sprache Tod und Sterben in der Gegenwart und erhielt dafür den renommierten Klaus-Groth-Preis der Stadt Heide 2013.

### Totentanz-Motive in anderen Medien
- Im Computerspiel Monkey Island 2: LeChuck’s Revenge führen die Eltern der Hauptfigur Guybrush Threepwood in einer Traumsequenz einen Totentanz auf.
- In der 2023 veröffentlichten Edition Wilds of Eldraine des Kartenspiels Magic: The Gathering erschien die Karte Totentanz, Swarm Piper

### Banknote

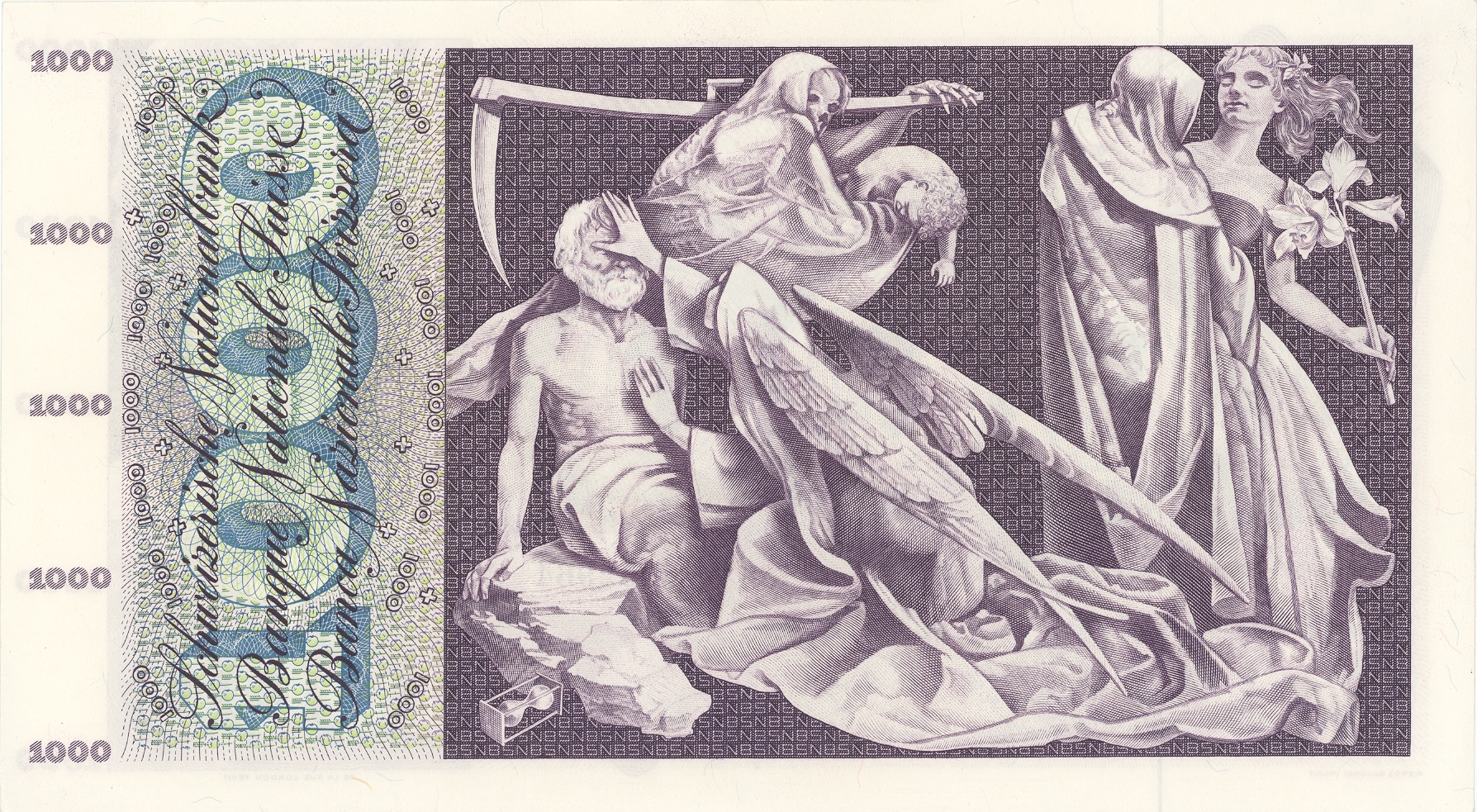
1000 Schweizer Franken-Banknote, gestaltet von Pierre Gauchat, 1957

- Auf der Rückseite der Schweizer 1000-Franken-Banknote, die ab dem 14. Juni 1957 in Umlauf kam, ist ein Totentanz dargestellt.